# Serie B 2020-2021 (pallanuoto maschile)
Il torneo di Serie B 2020-2021 è stato disputato da 40 squadre, suddivise in 8 gironi da 5 squadre. 
Alla successiva fase play-off hanno partecipato le prime 2 classificate di ciascun girone:
Girone 1: U.S.L.Locatelli, R.N. Imperia, Rapallo Nuoto, S.G. Andrea Doria, C.N. Sestri
Girone 2: Cus Geas Milano, Sporting Lodi, Pallanuoto Bergamo, Pallanuoto, Como, N.C. Monza
Girone 3: Piacenza Pallanuoto 2018, Sea Sub Modena, Chiavari Nuoto, Lerici Sport, Reggiana Nuoto
Girone 4: Club Acquatico Pescara, President Bologna, Libertas R.N. Perugia, Pescara N E Pn, Jesina Pallanuoto
Girone 5: R.N. Frosinone, Villa York S.C., C.C. Lazio Waterpolo, Libertas Roma Eur Pallanuoto, Campus Roma
Girone 6: Ischia Marine Club, Basilicata Nuoto 2000, San Mauro, Pol. C.N. Salerno, Waterpolo Bari
Girone 7: Cesport Italia, Etna Waterpolo, R.N.L. Auditore, Brizz Nuoto, Ossidiana
Girone 8: La Braceria C.U.S. Palermo, Pol. Waterpolo Palermo, Pol. Acese, R.N. Palermo 89, Cardiovascular Wp Catania

Imperia , RN Frosinone, CUS Palermo, President Bologna hanno vinto i propri spareggi, venendo così promosse in Serie A2.
In serie C sono retrocesse Andrea Doria, Cn Sestri, Jesina Pallanuoto,Reggiana Nuoto,WP Bari,Campus Roma,Brizz Nuoto, RN Palermo 89

## Squadre partecipanti
| Promosse in A2                                             | Squadre partecipanti | Squadre partecipanti | Squadre partecipanti | Squadre partecipanti | Retrocesse in serie C                                                                                                 |
| ---------------------------------------------------------- | --- | --- | --- | --- | --- |
| - President Bologna - Imperia - RN Frosinone - CUS Palermo | Girone 1 - U.S.L.Locatelli - R.N. Imperia - Rapallo Nuoto - S.G. Andrea Doria - C.N. Sestri Girone 2 - Cus Geas Milano - Sporting Lodi - Pallanuoto Bergamo - Pallanuoto Como - N.C. Monza | Girone 3 - Piacenza Pallanuoto 2018 - Sea Sub Modena - Chiavari Nuoto - Lerici Sport - Reggiana Nuoto Girone 4 - Club Acquatico Pescara - President Bologna - Libertas R.N. Perugia - Pescara N E PN - Jesina Pallanuoto | Girone 5 - R.N. Frosinone - Villa York S.C. - C.C. Lazio Waterpolo - Libertas Roma Eur Pallanuoto - Campus Roma Girone 6 - Ischia Marine Club - Basilicata Nuoto 2000 - San Mauro, Pol. C.N. Salerno - Waterpolo Bari | Girone 7 - Cesport Italia - Etna Waterpolo - R.N.L. Auditore - Brizz Nuoto - Ossidiana Girone 8 - C.U.S. Palermo - Pol. Waterpolo Palermo - Pol. Acese - R.N. Palermo 89 - Cardiovascular Wp Catania | - Andrea Doria - Cn Sestri - Jesina Pallanuoto - Reggiana Nuoto - WP Bari - Campus Roma - Brizz Nuoto - Rn Palermo 89 |